# Chill out
Chill out (pronunciación en inglés: /tʃɪl.aʊt/ «relajado», inglés col.) es un género musical contemporáneo que engloba a gran cantidad de vertientes dispares de géneros musicales con un rasgo en común: su composición armoniosa, relajada y muy tranquila.

## Descripción
Un estilo musical normalmente compuesto con instrumentos electrónicos, Sampler o algunos instrumentos solistas, como el Saxofón, la Guitarra, Flauta travesera, y una mezcla de instrumentos electrónicos con instrumentos acústicos que pretende relajar al oyente. La palabra Chill-out en inglés significa enfriar.
El "Chill Out" se caracteriza ante todo por la forma suave en que se combinan o remezclan algunos géneros tales como ópera, Techno, música ambiental, rock y algunos otros géneros relacionados con el uso de sintetizadores, cajas de ritmos y efectos de sonido. Junto con el ambient y el lounge (este es una variación del house), estos tres géneros han adoptado una rica variedad étnica que ha convertido al Chill Out en una subcultura que ha incubado una serie de adeptos que hallan en la armonía de los sonidos, la exaltación de los sentidos y una sublime forma de sentir la música.

## Historia
El término se originó en un área llamada "The White Room" en el club nocturno Heaven en Londres en 1989. Sus DJs fueron Jimmy Cauty y Alex Patterson, más tarde del Orb. Crearon mezclas ambientales de fuentes como Brian Eno, Pink Floyd, Mike Oldfield, etc. El propósito de la sala era permitir a los bailarines la oportunidad de "relajarse" del ritmo rápido que se reproduce en la pista de baile principal. El grupo KLF posteriormente lanzó un álbum llamado Chill Out (1990), con contribuciones no acreditadas de Patterson.
Un disco clásico de Chill Out es el 76:14 hecho en 1994 del dúo Global Communication. En 1990 otro disco clásico es "Chill Out" del grupo KLF en la portada del disco la bucólica estampa de unas ovejas blancas sentadas sobre la hierba verde de un establo abierto, con un cielo azul de fondo idílico.
Al contrario del Techno original, en el que se emplean ritmos y melodías simples, rápidas y muy repetitivas, el Chill Out es más complejo, usando sonidos muy variados, y ritmos diferentes que van cambiando con el transcurso de la canción. Es una combinación de estilos que busca provocar sensaciones de armonía y tranquilidad. Alrededor de esto han surgido bares y restaurantes que manejan un concepto de diseño de interiores creados especialmente para que este estilo de música combine con su apariencia. Hay bares en Ibiza y en París, entre otros lugares, del mundo que también ofrecen este estilo de música y ponen nombre a sus CD, por ejemplo el reconocido Café del Mar, el Buddha Bar de París en Francia.
También existen emisoras de radio internacionales o en formato en línea, vía Radio por Internet, que emiten únicamente este tipo de música, como la 1.FM, Smooth Lounge, entre otras, que transmiten el mismo género musical.
https://es.wikipedia.org/wiki/Giorgio_Moroder  en su álbum Music From "Battlestar Galactica" 1978, tiene la estructura sonora de este género especificamenet el track de nombre evolución, se podría señalar que  influye en los géneros actuales de música ambiental y electrónica.

## Artistas
Se podría considerar como pionero del género el célebre músico y compositor Vangelis. Artistas de todo el mundo se han destacado como pioneros de este estilo musical, ejemplos como: el grupo británico The xx, el productor estadounidense Marcel Everett apodado como XXYYXX; el productor rumano Michael Cretu y su proyecto Enigma, Audilong, Tony Marin, Ney Angelis, Chervy Martin, el neoyorquino Moby; Late Night Alumni,
Blank and Jones, el dúo sueco Koop, Buddha Sounds, el grupo británico Zero 7, Thievery Corporation, Bonobo, el dúo noruego Röyksopp, ABG-Swing, Larritoh de España.
La cantante malagueña "La Mari" del grupo Chambao hace una fusión entre chill out y flamenco.
"Sumergido", pieza compuesta por Rogelio Conesa, fue utilizada por el equipo de natación sincronizada juvenil de España para ganar la copa Comen, También el guitarrista
y compositor de origen español Oscar Portugués ha conseguido destacar en este género.
En América Latina el género Chill Out se ha desarrollado en diferentes países desde fines de la década de los 90. Una muestra de ello es el disco del grupo argentino Soda Stereo llamado Confort y música para volar grabado en una presentación de MTV Unplugged en 1996. En Perú destaca Novalima, quienes desde inicios de los 2000 han fusionado la música negra peruana, el hispanoperuano Miki González quien mezcla Música andina con música afro y el Blues, usando también sintetizadores; los venezolanos Masseratti 2lts, el colombiano Fabián Quiroga, quien produjo un CD recopilatorio de diferentes artistas del mismo género musical llamado Colombia chill "A Special Blend Of Colombian Chill Out" y Ecuador chill, el segundo CD recopilatorio con canciones folclóricas de Ecuador mezclando el chill out. En Chile está el músico Claudio Pérez P. y su proyecto Usted No! que mezcla Jazz, Downtempo, Chill Out y House en sus discos Conexión Domeyko (2002), TIEMBLA Versiones & Remezclas (2005) y la banda sonora del documental Ocho Fotógrafos, frAmes (2012), al igual que el productor Yxvngbvss y su disco de 2016 YxvngBvss, con una mezcla de Chillout, Trap y PBR&B. Otro argentino que mezcla el Triphop y el mismo género chill out Sacrofusion, en República Dominicana está el productor y músico Ariel Alejandro Castillo, más conocido como Sad Melómano quien ha lanzado más de cuatro discos, entre ellos "Chill in Purple (Remastered), "Room 4 2" y un EP de cinco canciones titulado "I care too much" explorando un lofi muy tranquilo y con algunos títulos haciendo alusión al amor de pareja, y en sus musicalizaciones proyecta otros escenarios interesantes alusivos a la naturaleza, etc. 
En Asia el grupo proveniente de Corea del Sur. Clazziquai Project que experimentan el Acid jazz el Lounge y el House, el productor y dj japonés Nujabes, entre otros.
En 2014 el sello Universal Music recopiló en 2 CD, remixes de varios temas de Chill out llamado "Cafe mambo 20 years of ibiza chillout" que aparecen artistas de renombre como Lana Del Rey, el cantante británico George Michael, Phil Collins, entre otros músicos.
El chill out tiene mucha afinidad con el house y el deep-house, un ejemplo es "Spirit of summer" de Gazzara.

## Aplicaciones
La música Chill out se utiliza principalmente como música Chill out & Lounge,  edición o acompañamiento de grabaciones de drones en escena de la naturaleza, en filmaciones de divulgación turística, música ambiental, música de desfiles de moda, downtempo o como musicoterapia.